# Chó ngao Ý
Chó ngao Ý (Cane Corso Italiano, phát âm là kha-neh kor-so [Kane kɔrso], nó cũng có ý nghĩa của vệ sĩ) còn được gọi là Mastiff Ý, là một giống chó Ý lớn, trong nhiều năm có giá trị cao ở Ý như một người bạn đồng hành, chó bảo vệ và thợ săn. Là một loài chó ngao cỡ trung bình-lớn có nguồn gốc từ Ý, chúng có ưu điểm khỏe mạnh nhưng thanh nhã, với cơ bắp khỏe và rất nổi bật, toàn thân nó biểu hiện một sự nhanh nhẹn, khỏe khoắn, và sức chịu đựng bền bỉ dẻo dai, nó trở thành một con chó canh gác và bảo vệ. Chúng là hậu duệ của giống chó được sử dụng trong chiến tranh La Mã.
Loài Cane Corso không phải là một loài chó chọi. Nó là một người bạn đồng hành đáng tin cậy của người dân Ý. Có chức năng như một con chó bảo vệ gia súc và canh gác dinh cơ và được sử dụng như chó săn. Tên của loài chó này trong từ tiếng Latin Cohors có nghĩa là vệ sỹ, bảo vệ.. Được xếp vào hàng những loài chó nguy hiểm và dũng mãnh, trung thành nhất thế giới, ngao Ý (Cane Corso Italiano) có cú cắn không hề thua kém sư tử đực trưởng thành, với sức mạnh đo được là 552 pounds/inch2. (Loài chó có cú cắn mạnh nhất thế giới là quốc khuyển Thổ Nhĩ Kỳ Kangal, 743 pounds/inch2). Là giống chó cực kỳ cơ bắp, khỏe mạnh, dẻo dai do đó đây là giống chó tiềm ẩn nguy hiểm.

## Lịch sử
Cane Corso là hậu duệ của loài canis pugnax, con chó được người La Mã sử dụng trong chiến tranh. Tên của nó bắt nguồn từ cane da corso, một thuật ngữ cũ dành cho những con chó được sử dụng trong các hoạt động nông thôn (cho gia súc, săn heo rừng và canh giữ, chiến đấu) đã cho thấy giống chó này bắt đầu như một vệ sĩ.Cane Corso là một dòng chó được sử dụng để chăn dắt gia súc, heo, cũng như trong các cuộc săn heo rừng. Cane Corso cũng được sử dụng để bảo vệ tài sản, gia súc và gia đình, và một số vẫn tiếp tục được sử dụng cho mục đích này đến ngày hôm nay. Về mặt lịch sử, nó cũng được sử dụng bởi những người lính canh gác vào ban đêm, những người canh giữ, trong quá khứ, nó được dùng bởi những người cưỡi ngựa và chăn dắt gia súc. Xa hơn nữa, giống chó này đã được phổ biến trên khắp Italy, như là một người bạn của người Ý và Lịch sử đã làm chứng điều đó loài chó ngao ý này đã Tồn tại cách đây hàng trăm năm, ngao Ý hiện đại là hậu duệ của loài chó Cane Corso cổ xưa, loài được huấn luyện để cho những cuộc đi săn lớn và trở thành những chiến khuyển dũng mãnh, trung thành trong các cuộc chiến tranh La Mã.Khỏe mạnh, bền bỉ nhưng không hề kém phần nhanh nhẹn và có sức chịu đựng cao, ngao Ý là một giống chó luôn tiềm ẩn sự nguy hiểm. Khi đối diện với "kẻ thù", chúng sẵn sàng lao vào chiến đấu để bảo vệ chủ để thể hiện sự trung thành cao nhất.
Trong thời kỳ chiến tranh La Mã, giống chó này trở thành chiến binh vô cùng đáng sợ của quân địch. Chúng được huấn luyện để trở thành những tay trợ thủ đắc lực trong các đội binh chiến đấu.
Ngao Ý Cane Corso được mặc áo giáp cắm chông sắc, rồi chạy thẳng tới chọc thủng bụng các con ngựa phía quân địch.
Với cặp hàm rắn chắc cùng cú cắn có sức mạnh chỉ kém loài Kangal, ngao Ý được xem là "vệ sĩ" đắc lực của chủ nhân.
Khi cuộc đời của những người nông dân bắt đầu thay đổi ở các trang trại nông thôn miền Nam nước Ý vào thế kỷ 20,dòng chó Cane Corso bắt đầu trở nên hiếm hoi. Một nhóm những người đam mê đã bắt đầu các hoạt động khôi phục lại để đưa chó cane corso trở lại từ sự tuyệt chủng gần cuối những năm 1970. Đến năm 1994, giống chó này đã được câu lạc bộ nuôi chó ý (Italian High Association - ENCI) chấp nhận như là giống chó của thứ 14 nước Ý. FCI tạm thời chấp nhận Cane Corso vào năm 1997, và mười năm sau đó đã được công nhận toàn cầu. Tại Hoa Kỳ, Câu lạc bộ Chó Hoa Kỳ lần đầu tiên công nhận Cane Corso năm 2010. Sự phổ biến của giống này tiếp tục phát triển, đứng ở vị trí thứ 50 tại Hoa Kỳ vào năm 2013, một bước nhảy vọt từ vị trí 60 năm 2012.

### Xuất hiện:
Cane Corso là một dòng chó Molosser Ý lớn, có liên quan chặt chẽ đến Mastiff của người Neapolitan. Tên và hình dáng của Cane Corso trước người anh em họ của nó là Mastiff Neapolitan. Nó cũng được cơ bắp và ít cồng kềnh hơn hầu hết các giống Mastiff khác. Giống chó này được biết đến như là một con thú thật và như thể là loài chó cuối cùng. Tiêu chuẩn chính thức của Tổ chức Fédération Cynologique Quốc tế (FCI) dự kiến rằng những con chó lý tưởng sẽ có độ dài từ 58–70cm (23–28 in) ở vùng gân, với con cái ở dải thấp hơn (58–66cm (23–26 in)) và con đực trong Cao hơn (62–70cm (24–28 in)). Trọng lượng phải phù hợp với kích cỡ và tầm vóc của những con chó này, từ 45 đến 50kg (99-110 lb) đối với con đực và từ 40–45kg (88-99 lb) đối với con cái.Ấn tượng tổng thể nên có sức mạnh, cân bằng với những môn thể thao. Một con Cane Corso phần da nên được chặt chẽ vừa phải; Tuy nhiên, một số diềm cổ trên cổ là bình thường, và đáy của hàm phải được xác định bởi môi trên.
Đầu của Cane Corso được cho là tính năng quan trọng nhất của nó. Nó lớn và linh hoạt. Trán nên phẳng và có thể hội tụ với mõm. Mõm bằng phẳng, chữ nhật (khi nhìn từ bên trên), và rộng như dài; Khoảng 33% tổng chiều dài của hộp sọ (tỷ lệ 2: 1). Đôi mắt có hình dạng hạnh nhân, đặt thẳng và khi nhìn từ phía trước, đặt hơi cao hơn đường rãnh của mõm. Mắt đậm hơn được ưa thích hơn, tuy nhiên, màu mắt thường có xu hướng mô phỏng bóng râm trong lớp lông. Theo truyền thống, tai được cắt ngắn trong các hình tam giác đều đều đứng thẳng, tuy nhiên, vì việc cắt xén không còn hợp pháp ở nhiều vùng, Cane Corso với tai đang trở nên phổ biến hơn và nên treo thẳng quanh đầu, ở mức thấp hơn hoặc thấp hơn một chút Của mắt. Đuôi của Corso được đặt theo kiểu truyền thống khá dài, ở đốt sống thứ 4. Một lần nữa, với xu hướng phẫu thuật thẩm mỹ cho chó thay đổi, nhiều Corsos bây giờ có đuôi đầy đủ, cần được nâng thẳng đứng, nhưng không bao giờ cong trên lưng.
Cane Corso xuất hiện trong hai màu lông cơ bản: đen và nâu vàng. Điều này được sửa đổi thêm bởi sự pha loãng sắc tố di truyền để tạo ra màu "xanh" (màu xám, từ màu đen) và màu frumentino hoặc formentino (màu nâu vàng, ở đó màu mặt nạ là màu xanh / xám). Nám có cường độ khác nhau là phổ biến trên cả hai màu lông cơ bản là tốt, tạo ra tigrato (đen râu), và Grigio Tigrato (xanh râu). Dấu hiệu trắng thường xuất hiện ở ngực, đầu ngón chân, cằm, và cây cầu. Các mảng trắng lớn không được mong muốn.
Tuổi thọ trung bình của chó ngao ý từ 10 đến 12 năm.

## Tổng quan
Cane Corso Italiano có nguồn gốc từ loài Cane Corso cổ. Nó có nguồn gốc ở Ý, tổ tiên trực tiếp của nó là một loài chó Ngao Ý cổ xưa mà cũng từng được sử dụng trong những cuộc săn lớn và như một chiến binh trong chiến tranh. Trong nhiều năm gần đây nó là một người bạn đồng hành của người dân Ý. Trong quá khứ loài này rất phổ biến ở Ý như một phần không thể thiếu của người ý ngày trước và như một minh chứng lịch sử. Từ quá khứ đến nay, nó được tìm thấy trong khu vực bảo tồn ở miền Nam nước Ý, đặc biệt là ở Puglia, Lucania và Sannio.

## Đặc điểm
Cane Corso Italiano là một loài chó cỡ trung bình-lớn. Chiều cao, cân nặng đối với con đực cao từ 64 đến 68 cm, nặng từ 45 đến 50 kg, con cái cao từ 60 đến 64 cm, nặng từ 40 đến 45 kg. Chúng khỏe mạnh nhưng thanh nhã, với cơ bắp rất khỏe và trường, nổi bật, toàn thân nó biểu hiện một sự nhanh nhẹn, khỏe khoắn, và sức chịu đựng bền bỉ dẻo dai. Về dáng vẻ bề ngoài, chiều dài cơ thể nhỉnh hơn chiều cao tính từ vai xuống đất, trong hài hòa nếu xét về mặt cấu tạo, nhưng không hài hòa lắm nếu nhìn nghiêng từ phía bên.
Mõm rất rộng và sâu. Độ rộng của mõm phải bằng 3,4/10 tổng kích thước chiều dài của đầu. Độ rộng của mõm chiếm hơn 50% độ dài của mõm. Do các cạnh của mõm song song nhau, toàn bộ mõm và độ rộng của hàm, mặt trước của mõm trông bằng phẳng và vuông vắn. Sống mũi nhìn từ phía bên rất thẳng và khá phẳng, nhẵn. Dáng phía dưới của mõm khi nhìn nghiêng được quyết định bởi môi trên. Độ gãy của mặt trông rất nổi bật bởi hai lỗ mũi rất lớn, nở và bởi vì sự hóm hỉnh, kiêu hãnh, ấn tượng. Cổ khá tròn trịa, hình ô van, khỏe, rất cơ bắp. Toàn thân rắn chắc, mạnh mẽ. Da khá dày. Cổ linh hoạt, da cổ không chùng. 
Đầu không có nếp nhăn. Màu sắc các bàn chân và đuôi có màu tối. Bộ lông ngắn nhưng không mượt, với cấu tạo như sợi thủy tinh(vitreous), sáng bóng, cứng, rậm; bộ lông ngắn, nhẹ một lớp này sẽ dày hơn vào mùa đông. Một sợi lông có độ dài trung bình xấp xỉ 2 đến 2,5 cm. Trên các bộ phận khác như mông, đằng sau bắp đùi và trên đuôi, lông dài xấp xỉ 3 cm, mọc đều. Trên mõm, lông rất ngắn, mịn và chặt chẽ và không dài quá 1 hoặc 1,5 cm. Màu sắc – Đen, xám sẫm, đen đá, xám nhạt, xám xanh, nâu vàng nhạt, nâu vàng da hươu, nâu vàng tối và vện (những dải màu rất nổi bật với màu nâu vàng và xám). Loài này rụng lông rất ít.
Với màu nâu vàng và vện trên cơ thể, chỉ có những mảng mày đen hoặc xám ở trên mõm. Một mảng trắng nhỏ trên ngực, ở đầu các bàn chân và trên sống mũi là có thể chấp nhận được. Loài Cane Corso sẽ không thoải mái ở trong căn hộ nếu được vận động đầy đủ. Chúng sẽ hài lòng khi sống ngoài trời nếu có được một chỗ trú ẩn hợp lý. Loài chó ưa vận động này cần vận động thường xuyên với mức độ cao. Chúng là người đồng hành, và nếu không được chạy hàng ngày thì ít nhất chúng cần một chuyến đi dạo dài hàng ngày. Tuổi thọ chúng khoảng 10 đến 11 năm. Loài Cane Corso không cần phải chăm sóc nhiều. Khi cần lược và bàn chải sẽ được dùng để chải những sợi lông chết.

## Tập tính
Chúng rất trung thành, luôn thích thú và yên lặng tuần tiễu quanh nhà. Cane Corso rất thông minh và có khả năng huấn luyện cao. Năng động và thậm chí hơi cứng đầu, nó là một con chó bảo vệ và trông nhà. Cane Corso Italiano rất yêu quý trẻ em trong gia đình chủ nhân. Phục tùng và yêu mến chủ nhân. Chúng có bản năng bảo vệ nhưng nhẹ nhàng. Loài Cane Corso có một đặc tính rất kiên định. Điều này làm cho nó trở thành một con chó canh gác và bảo vệ. Nó sẽ tuần tra quanh khu nhà. Chúng luôn theo sát chủ nhân. Nếu cần thiết Cane Corso sẽ trở thành một vệ sỹ dũng cảm và đáng sợ để bảo vệ chủ nhân, dinh cơ và tài sản của chủ. 

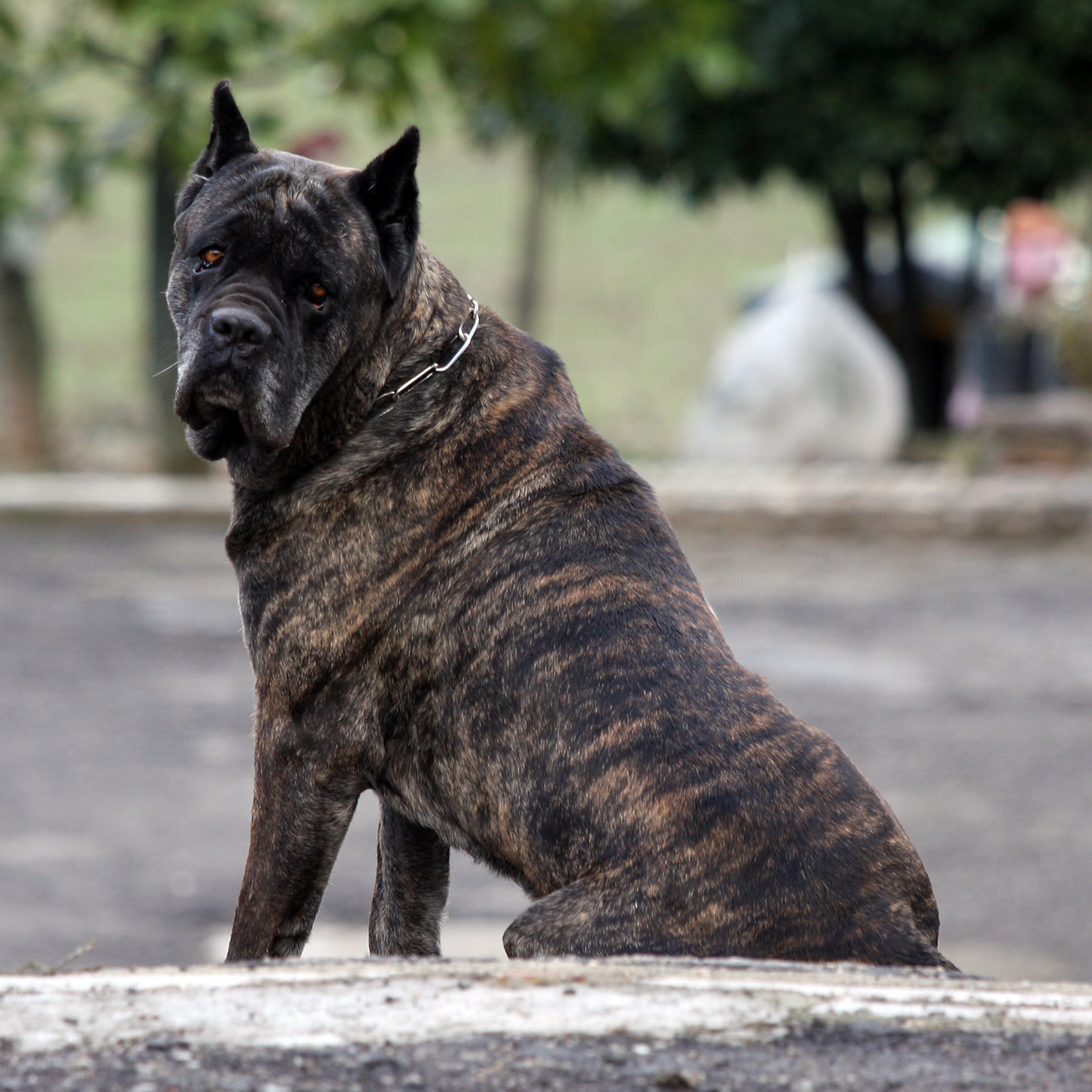
Chó ngao Ý thường xuyên tuần tra để bảo vệ nhà

Loài Cane Corso không phải là một loài chó chọi. Chúng là loài chó sinh ra để làm việc đã từ hàng trăm năm nay. Cho nên chúng sẽ không đi lang thang để gây sự đánh nhau, nhưng mặt khác chúng cũng sẽ không bỏ đi nếu những con chó khác cố gắng để gây sự với chúng. Loài Cane Corso cần một người chủ có kinh nghiệm mà kiểm soát được nó. Nó có thể hung hãn đối với người và chó lạ nếu nó không được tiếp xúc với xã hội hoặc nếu nó cảm nhận thấy người chủ trên không có kinh nghiệm kiểm soát được nó.
Nó cần phải được hòa nhập với xã hội khi còn là một con cún nhỏ. Người ta khuyên rằng những con chó này cần phải được huấn luyện tuân thủ mệnh lệnh một cách đầy đủ. Nếu một con Cane Corso được huấn luyện đầy đủ, với một người chủ kiên định, tự tin và mạnh mẽ, đặt ra những quy tắc mà con chó buộc phải tuân theo và đặt ra những giới hạn mà con chó được phép và không được phép làm, kèm theo sự vận động về thể chất và tinh thần hàng ngày, nó sẽ trở thành một người đồng hành. Sẽ rất hiệu quả nếu nó được dạy dỗ và đối xử đúng phương pháp.
Nghi ngờ người lạ, nhưng với gia đình chủ nhân. Một con Cane Corso tốt sẽ hòa nhã với người lạ nếu có sự xuất hiện của chủ nhân. Khi được nuôi dạy đúng phương pháp, loài chó này sẽ phục tùng tất cả các thành viên trong gia đình. Tai của Corso ban đầu bị cắt cụt để giúp nó tránh gây chảy máu khi đánh nhau với những con sói để bảo vệ đàn gia súc. Tai của chúng nhạy cảm hơn nhiều những bộ phận khác của cơ thể. Nói chung, về cơ bản là chúng không có cảm giác đau đớn, nên nhiều người nuôi Cane Corso thường thất vọng khi nhận ra rằng hệ thống hàng rào vô hình bằng điện không làm nhụt ý chí đối với những con chó của họ.
Cane corso được khuyến cáo không nên cho chủ sở hữu giống chó này khi chưa có kinh nghiệm nuôi. Khi là nó còn là một con chó con, nó đòi hỏi sự lãnh đạo mạnh mẽ và sự đào tạo phù hợp và rất khuyến khích bắt đầu xã hội hoá càng sớm càng tốt. Lý tưởng nhất là Cane Corso nên thờ ơ khi tiếp cận và chỉ nên phản ứng một cách bảo vệ khi có mối đe dọa thực sự.
Cane Corsos là 1 giống chó trung thành, yêu thương gia đình, vật nuôi khác và chỉ tỏ ra hung dữ với những người lạ gây ra mối nguy hiểm cho gia đình chủ nhân của nó.

## Sức khỏe
Giống như tất cả các giống chó lớn khác cane corso có thể có một số vấn đề sức khoẻ, như dysplasia hông và sưng lên. Cùng những vấn về đặc trưng về xương khớp của các loài chó lớn. con chó bị mắc phải bệnh này hông có thể bị ảnh hưởng bởi sự sưng lên, rối loạn tiêu hóa của dạ dày. Hãy chắc chắn rằng người chủ phải biết về điều này vì bệnh này có thể nhẹ thì khiến con chó đi khập khiễng, có thể bị liệt chân còn nặng thì gây tử vong cho nên người chủ muốn chữa bệnh này cho chó của mình thì phải học hỏi ở những người có kinh nghiệm chữa,chăm sóc đúng cách theo chỉ dẫn của bác sĩ khi có các triệu chứng và gây sưng lên. Gọi ngay cho bác sĩ thú y của bạn nếu bạn thấy bất kỳ triệu chứng như là chó đứng lên rất khó khăn sau khi nghỉ, miễn cưỡng vận động, vận động gần như đồng thời hai chân sau hoặc có các biểu hiện bất thường về hình dáng khác, đi lại khập khiễng, đau, rất khó khăn để đứng bằng hai chân sau khi đứng hay nhảy hoặc đi lên cầu thang; khớp chậu đùi bị lệch vị trí, teo cơ rõ rệt ở vùng đùi.
Trên hình ảnh chụp X quang cho thấy rõ tình trạng thoái hóa của xương hông. Tuy vậy, ở một số chó, có thể khi chụp X quang không phát hiện được sự tổn thương của xương hông cho tới khi chó được 2 tuổi. Thêm vào đó, rất nhiều chó mắc chứng loạn sản xương hông không biểu hiện triệu chứng lâm sàng; ngược lại một số chó lại có biểu hiện bệnh rất rõ trước 7 tháng tuổi, một số khác lại không có bất cứ biểu hiện bệnh lý về tình trạng loạn sản xương hông nào cho đến khi chó trưởng thành.
Cũng cần lưu ý rằng, tình trạng loạn sản xương hông có thể nhẹ hoặc nặng; có thể tiến triển ngày một xấu đi hoặc duy trì ở một tình trạng nhất định; phản ứng tu sửa tổn thương tại khớp chậu- đùi có thể diễn ra yếu hoặc mạnh ở từng cá thể. Từng cá thể lại có khối lượng cơ thể khác nhau, vì thế, những giống chó nhỏ rất ít vận động mạnh sẽ có cường độ vận động khớp chậu- đùi hoàn toàn khác với những giống chó to lớn ưa vận động. Ở một số chó, tình trạng bệnh lý tiến triển và biểu hiện triệu chứng sớm, một số khác có thể không bao giờ có những triệu chứng bất thường nào.. Một số con chó có thể phải đối mặt với những thách thức về sức khoẻ trong cuộc sống của họ, nhưng phần lớn Cane Corso là giống chó khoẻ mạnh. Đây là 1 bệnh di truyền, nên khi muốn nuôi giống chó này nói riêng các loài chó lớn nói chung, cần mua ở những chỗ uy tín có trách nhiệm, và cần có người có kinh nghiệm lựa chọn đi cùng để tránh mua phải chó bệnh, lai tạp, những người muốn sở hữu một Cane Corso cần phải hiểu biết mà họ cần về những mối quan tâm sức khoẻ cụ thể trong giống. Những người gây giống tốt sẽ xét nghiệm di truyền của các con chó giống để giảm nguy cơ mắc bệnh ở chó con.

## dinh dưỡng
Tùy thuộc vào kích thước của con chó khi trưởng thành, bạn phải cho chúng ăn đúng cách để đáp ứng các nhu cầu tiêu hóa độc đáo qua nhiều giai đoạn khác nhau của cuộc đời. Nhiều công ty sản xuất thức ăn cho chó có các công thức đặc trưng riêng cho giống nhỏ, vừa, lớn và khổng lồ.Cane Corso là một giống khổng lồ và có tuổi thọ từ 9 đến 12 năm. Những gì bạn nuôi chó của bạn là một sự lựa chọn cá nhân, nhưng làm việc với bác sĩ thú y và/hoặc nhà tạo giống của bạn sẽ là cách tốt nhất để xác định tần suất ăn là một con chó con và chế độ ăn tốt nhất dành cho người lớn để tăng tuổi thọ. Nước sạch, sạch sẽ luôn sẵn có.
Giống chó Ngao ý rất khỏe mạnh cho nên chế độ ăn uống và chăm sóc dành cho nó cũng phải đặc biệt chứ không giống như những giống chó khác. Một chế độ dinh dưỡng hợp lý cho ăn vừa đủ no đủ chất protein, đạm và các khoáng chất cần thiết khác để giữ dáng cho nó. Ăn uống không đủ chất nó sẽ gầy và mất dáng không cho cane corso ăn thức ăn có nước
Chế độ chăm sóc tùy thuộc vào độ tuổi từ 2-4 tháng tuổi nên cho chúng ăn nhiều thịt nạt rau củ cùng với những đồ ăn đồ uống nhiều mỡ và nước khác. Mỗi ngày chia ra 3 bữa ăn không cho chó ăn quá no trong 1 ngày.
Khi chúng được 5-10 tháng tuổi hãy tăng khẩu phần ăn của chúng lên. Mỗi ngày chia ra làm hai buổi trong ngày bổ sung thêm nhiều thịt lợn, trứng và các thức ăn khô khác. Không cho chó ăn xương to vì như vậy rất nguy hiểm đến tính mạng và đường ruột của nó.
Giai đoạn chó trưởng thành là 10 tháng tuổi trở đi mỗi ngày cho ăn 1-2 bữa thôi nhưng khẩu phần ăn tăng lên. Đảm bảo đủ dinh dưỡng đạm, calci, khoáng chất. Cho chó ăn thêm thịt bò, thịt heo các loại xương như xương gà, xương heo, xương vịt, xương ngang….có thể cho chúng ăn sống lưu ý không cho ăn thức ăn đã bị ôi thiêu là được.

## Huấn luyện
đây là một con chó nhiều năng lượng về thể chất và tính khí. Chúng thông minh, có khả năng đào tạo, ham muốn, linh hoạt, ngoan ngoãn và trung thành với con người, đặc biệt là trẻ em. Cane Corso cũng quyết đoán và cố ý, và có thể kết thúc việc sở hữu một chủ sở hữu không chủ ý. Giống như những con chó canh gác lớn khác, việc gây giống có trách nhiệm và xã hội hóa sớm với con người và những con chó khác là rất quan trọng. Một nhà lai tạo nói, "nó phải hiểu được sự khác biệt giữa một mối đe dọa và một người được mời vào không gian của bạn."

## Chăm sóc lông
Việc chăm sóc Cane corso khá đơn giản vì giống này chỉ cần là đánh răng thường xuyên với một chiếc cọ mềm. Bộ lông được chăm sóc tốt, bổ sung đầy đủ các dưỡng chất, vitamin, axit béo, omega-3, protein … giúp làm lông bóng mượt và da được sức khỏe. Móng của ngao ý nên được cắt tỉa thường xuyên bằng máy cưa hoặc máy mài để tránh và bị nứt. Tai của chúng nên được kiểm tra thường xuyên để tránh sự tích tụ bụi bẩn và mảnh vụn, kí sinh trùng vì có thể dẫn đến nhiễm trùng. Răng phải được chải thường xuyên.